# Pere Talrich
Joan Pere Francesc Talrich (Serrallonga, 16 de gener del 1810 — París, 28 de febrer del 1888) va ser un poeta vallespirenc en llengua catalana i dramaturg en francès.

## Biografia
En Pere Talrich nasqué el 1810 a Serrallonga al si d'una família de notables locals, fill de Pere Talrich, un metge i cirurgià del país, i de Teresa Durand. El seu pare va morir de tifus després d'anar a ajudar uns col·legues a Ceret quan es declarà una epidèmia a gran part de la Catalunya del Nord. El 1813 quan morí sa mare es quedà orfe ben jove. Fou enviat després al Col·legi de Perpinyà.
Quan tenia 21 anys, s'establí a París, on treballà al diari Le Siècle. A la capital francesa fundà el cercle catalanista Lo Pardal i participà, a distància, en la Renaixença rossellonesa. Fou autor de l'excel·lent recull de poesia Records del Rosselló, reconegut com a obra mestra per Josep Sebastià Pons i Jacint Verdaguer. També publicà el drama romàntic Vasconcellos (en francès) una reflexió històrica sobre Catalunya emprant una imatge portuguesa. L'escultor Alexandre Oliva en feu un bust, que es conserva al museu de Perpinyà.

## Obres
- Pierre Talrich Au Valespir, chant pyrénéen partitura per a cant i piano amb música d'Antoine Taudou
- Recorts del Rosselló: ab traducció á francés enfront Perpignan: Libr. Charles Latrobe, 1887 (reedició Girona: Ajuntament, 2001)
- Vasconcellos, drame en 4 actes Paris: Plon-Nourrit et Cie, 1902